# Marcus Stroud
Marcus LaVar Stroud (født 25. juni 1978 i Thomasville, Georgia, USA) er en tidligere amerikansk football-spiller, der spillede som defensive tackle for NFL-holdene Jacksonville Jaguars og Buffalo Bills.
Stroud er tre gange, i 2003, 2004 og 2005 blevet udtaget til NFL's All-Star kamp, Pro Bowl.

## Klubber
- 2001-2007: Jacksonville Jaguars
- 2008-2010: Buffalo Bills